# Teorema di Tellegen
Il teorema di Tellegen (dal nome del suo autore, l'ingegnere olandese Bernard Tellegen), detto anche bilancio delle potenze virtuali, afferma che due circuiti elettrici diversi ma con stesso grafo orientato bilanciano le loro potenze virtuali, ovvero che:
{\displaystyle \sum _{k=1}^{l}v_{k}^{a}\ i_{k}^{b}=\sum _{k=1}^{l}v_{k}^{b}\ i_{k}^{a}=0}
dove:
- {\displaystyle v_{k}^{a}\;} è la tensione del ramo k-esimo del circuito a
- {\displaystyle i_{k}^{b}\;} è la corrente del ramo k-esimo del circuito b
- {\displaystyle l\;} è il numero dei rami del circuito

## Bilancio energetico
Il teorema si basa sui principi di Kirchhoff e quindi sul bilanciamento energetico delle potenze in un circuito (la potenza erogata dai bipoli attivi è assorbita da quelli passivi). 
Ciò si dimostra considerando un generico circuito del quale possiamo determinare il grafo. Denominando con pedice c e r rispettivamente variabili di corda e di ramo si ha:
- {\displaystyle |V_{c}|+|A||V_{r}|=|0|}
- {\displaystyle |I_{r}|+|B||I_{c}|=|0|}

per dualità. Si dimostra inoltre che la matrice di incidenza corde / rami ([A]) è uguale all'opposto della trasposta della matrice di incidenza rami / corde ([B]). 
Per il bilanciamento delle potenze si deve avere la seguente relazione: {\displaystyle |V_{c}|^{T}|I_{c}|+|V_{r}|^{T}|I_{r}|=|0|} (si traspongono le matrici per effettuare il prodotto). Da {\displaystyle |A|=|-B|^{T}} e dalle due relazioni precedenti si ha per sostituzione che {\displaystyle \{|-A||V_{r}|\}^{T}|I_{c}|+|V_{r}|^{T}|A|^{T}|I_{c}|}, termini uguali ed opposti e quindi con somma nulla, come detto precedentemente.
La dimostrazione del teorema di Tellegen si effettua tramite una semplice sostituzione degli indici delle matrici.